# Сарама
Сарама̀ (на гръцки: Σαραμά) е изоставено село в Кипър, окръг Пафос. Според статистическата служба на Република Кипър през 2001 г. селото няма жители.
Намира се на 7 км южно от Лисос.